# Красноярська сільська рада (Поспєлихинський район)
Красноя́рська сільська рада (рос. Красноярский сельский совет) — сільське поселення у складі Поспєлихинського району Алтайського краю Росії.
Адміністративний центр — село Красноярське.

## Населення
Населення — 848 осіб (2019; 1060 в 2010, 1323 у 2002).

## Склад
До складу сільської ради входять:
| Населений пункт    | Населення, осіб (2002) | Населення, осіб (2010) |
| ------------------ | ---------------------- | ---------------------- |
| Красноярське, село | 1042                   | 866                    |
| Новий Мир, селище  | 108                    | 51                     |
| Поломошне, село    | 173                    | 143                    |